# GM-EMD F3
De GM-EMD F3 was een 1.100 kW sterke diesellocomotief van de Electro-Motive Division van General Motors. Hij werd geproduceerd tussen juli 1945 en februari 1949 en werd opgevolgd door de GM-EMD F7.